# Petit manuel du parfait aventurier

Le Petit manuel du parfait aventurier est un essai de Pierre Mac Orlan publié pour la première fois aux Éditions de La Sirène, dans la collection « Les Tracts », en 1920. Il a été republié en 1951, à l'identique, par les éditions Gallimard, à la suite de La Clique du café Brebis.
Dans ce court « livre d'humour et de paradoxes », selon la formule de Bernard Baritaud, Mac Orlan développe la différence qu'il établit entre la figure de l'aventurier actif, celui qui vit effectivement l'aventure, avec tous ses dangers et ses déceptions, et celle de « l'aventurier passif », qui se délecte des comptes-rendus du premier et vit ainsi l'aventure par procuration, sans en connaître les déboires, parce qu'il sait bien que « les voyages, comme la guerre, ne valent rien à être pratiqués. »
Selon Jean-Claude Lamy, le Petit manuel du parfait aventurier avait été commandé à Pierre Mac Orlan par Blaise Cendrars.
Guy Debord, qui au témoignage d'Alice Becker-Ho tenait en haute estime l’œuvre de Mac Orlan, avait une affection particulière pour le Petit manuel du parfait aventurier, qu'il relisait fréquemment.

## Contenu de l'essai

### Chapitre premier: Avant-propos
L'auteur évoque dans ce chapitre la raison pour laquelle selon lui les jeunes lecteurs s'écartent de la lecture des romans d'aventures : leur excessive pudibonderie. Il explique que cet essai est destiné à des lecteurs adolescents, afin de leur permettre, « sans trop se compromettre », de devenir des aventuriers « de bon ton », « ce qui n'est pas plus sot que de gémir en prison pour avoir trop présumé de l'élasticité des lois en matière commerciale. »

### Chapitre deuxième: Les diverses catégories d'aventuriers
En préambule de ce chapitre, Mac Orlan explique que l'aventure n'existe pas, si ce n'est dans l'esprit de celui qui la poursuit, poursuite dangereuse, puisqu'elle n'a pour résultat ordinaire qu'une « somme plus ou moins imposante de désillusions et de regrets. » Il évoque ensuite la figure de Marcel Schwob, auteur des Vies imaginaires, « un des écrivains vénérés de la classe des aventuriers passifs » ; puis l'argot, car « les mots ont une importance occulte pour les aventuriers. »

### Chapitre troisième: De l'aventurier actif
On reconnaît dès l'enfance l'individu qui deviendra un « aventurier actif » à son caractère turbulent. Une fois adolescent, il se caractérise par son absence d'imagination et de sensibilité, grâce à laquelle il ne craint pas la mort, notion trop abstraite pour lui. La plupart des aventures que les aventuriers actifs sont amenés à vivre se classent dans la rubrique des faits-divers, à moins qu'ils n'intègrent la Légion étrangère, où ils apprécient d'être « soumis aux lois sévères d'une discipline relativement étroite. » On connait toutefois quelques cas isolés d'aventuriers actifs qui sont devenus écrivains, comme Joseph Conrad ou Jack London.

### Chapitre quatrième: De l'aventurier passif
L'aventurier passif est un sédentaire, qui déteste la violence et l'agitation, mais qui se plait à revivre en imagination les exploits effectivement vécus par les aventuriers actifs.
À la différence de celles de l'aventurier actif, l'enfance et la jeunesse de l'aventurier passif sont calmes et studieuses. Il lui est nécessaire de « posséder un ami crédule dont on fera un aventurier actif. »

### Chapitre cinquième: Comment l'on devient un aventurier passif
S'il faut posséder des dons naturels pour devenir un aventurier passif, ceux-ci doivent être entrenus par l'adolescent qui se sent cette vocation : les romans d'aventures sont à éviter comme dangereux, à l'exception de ceux de Jules Verne, « totalement dépourvus d'art et de sensibilité », et qui « permettent à l'imagination de ne pas errer au-delà d'une limite permise. » Quelques voyages de vacances dans des lieux choisis sont en revanche conseillés, desquels le jeune garçon retirera « la mémoire des parfums, un bon cahier de chansons, et les couleurs fondamentales de l'atmosphère d'un roman d'aventures. »

### Chapitre sixième: Du rôle de l'imagination
L'aventurier passif doit cultiver son imagination, en prenant garde de ne pas leur donner une tournure trop sentimentale, parce que « les amants sont toujours faibles et ridicules. »

### Chapitre septième: De la lecture
L'aventurier passif se doit d'entretenir son imagination par la lecture. Parmi ses contemporains, Mac Orlan recommande les œuvres de Guillaume Apollinaire, André Salmon, Max Jacob, Blaise Cendrars, etc. Parmi les auteurs anciens, François Villon, pour ses ballades en jargon notamment, est particulièrement recommandé, ainsi que Claude Le Petit, dont le « Sonnet sur la mort de Chausson » est reproduit dans ce chapitre.

### Chapitre huitième: De l'inutilité des voyages et de la documentation vécue
Se rendre sur les lieux qui évoquent l'aventure est nuisible à l'imagination : si un homme a réellement vécu à Caracas, « il n'osera jamais situer la vie d'un gentilhomme de fortune dans ce décor décevant. » Bref, « les voyages, comme la guerre, ne valent rien à être pratiqués. »

### Chapitre neuvième: Voyages que l'on peut se permettre
Quelques voyages sont toutefois utiles pour entretenir l'imagination. Ainsi, la Bretagne familiarise avec la mer et les marins. L'aventurier passif qui s'y rend ne doit pas s'occuper de la mer, « ce n'est que de l'eau », mais plutôt s'intéresser aux chansons de marins. La Hollande est particulièrement recommandée, parce qu'elle est « une terre de discipline où l'imagination de l'aventurier passif acquiert de l'ordre et de l'élégance. »

### Chapitre dixième: Villes à fréquenter
« Il existe un certain nombre de villes d'aventures, comme il existe des villes d'eaux, dont les spécialités sont bienfaisantes dans certains cas. » Mac Orlan évoque ainsi les villes d'Anvers, du Havre, de Rouen, d'Honfleur et de Rochefort, choisies pour des raisons diverses. Plus lointaines, les destinations de la Floride, Galveston et l'Île de la Tortue sont autorisées.

### Chapitre onzième: Des cabarets
Il faut fréquenter les cabarets, ne serait-ce qu'en imagination, afin de faire connaissance avec quelques aventuriers actifs. Le rôle du cabaret dans le roman d'aventures est d'ailleurs de la plus grande importance, comme en témoignent les premières pages de L'Île au trésor.

### Chapitre douzième: De l'érotisme
Les romans d'aventures sont à peu près totalement dépourvus de femmes. Selon l'auteur, la femme doit « occuper la place qu'occupe un poisson volant desséché et pendu au plafond, dans un petit bar à matelots.» L'aventurier passif doit donc suppléer par son imagination à ce manque. C'est la raison pour laquelle il lui faut connaître un tant soit peu la littérature érotique, sans excès, afin d'enrichir son univers imaginaire.

### Chapitre treizième: Des sujets à former
La plus grande tâche qui incombe à l'aventurier passif est celle de former un aventurier actif « destiné à commettre toutes les sottises que son mentor lui suggèrera. » Ce genre d'individus pouvant être difficile à trouver, la meilleure solution consiste à se tourner vers les individus les plus démunis matériellement : c'est en effet la faim qui est le moteur le plus fréquent de l'aventure vécue.

### Chapitre quatorzième: Rapports avec l'aventurier actif
L'aventurier passif doit peindre aux yeux de l'aventurier actif l'aventure sous des couleurs riantes. Quand l'imagination de ce dernier en est saturée, il part à l'aventure, et n'en revient pas toujours.

### Chapitre quinzième: Des diverses fins de l'aventurier actif
Les exécutions capitales contemporaines manquant d'éléments stimulants pour l'imagination, à quelques exceptions près, « la mort d'un aventurier est rarement décorative. » Mac Orlan développe ensuite les éléments d'une pendaison littérairement réussie, et la « reconnaissance clandestine » que doit avoir l'aventurier passif pour celui qui en est la victime. 

### Chapitre seizième: Fin normale de l'aventurier passif
L'aventurier passif meurt comme tout le monde. Il éprouve rarement du remords pour avoir servi la passion qui l'a habité toute sa vie, pas plus que « le cannibale ne peut concevoir un doute sur le régime alimentaire qu'il a suivi toute son existence. »

### Chapitre dix-septième: Possibilité
Le cas est rare, mais existe, de l'aventurier actif qui revient « d'une longue carrière aventureuse pour rouer de coups son inspirateur. »

## Éditions
- Pierre Mac Orlan, Petit manuel du parfait aventurier, Éditions de La Sirène, collection Les Tracts, 1920.
- Pierre Mac Orlan, La clique du Café Brebis, suivi du Petit manuel du parfait aventurier, Gallimard, collection Blanche, 1951
- Pierre Mac Orlan, Le Rire jaune. La bête conquérante. La Clique du Café Brebis. Petit manuel du parfait aventurier. Œuvres complètes de Pierre Mac Orlan, Le Cercle du bibliophile, sans date (1969-1970)
- Pierre Mac Orlan, Petit manuel du parfait aventurier, Le Mercure de France, collection Le Petit Mercure, 1998.
- Pierre Mac Orlan, Petit manuel du parfait aventurier, Éditions Sillage, 2009 (édition établie et présentée par Sylvain Goudemare)